# Спаак, Катрин
Катрин Спаак (произносится Спак; итал. Catherine Spaak; 3 апреля 1945, Булонь-Бийанкур, Сена, Франция — 17 апреля 2022, Рим, Лацио, Италия) — французская и итальянская актриса и певица.

## Биография
Катрин — дочь сценариста Шарля Спаака и актрисы Клоди Перье, сестра комедийной актрисы Аньес Спаак и племянница премьер-министра Бельгии Поля-Анри Спаака.
Впервые снялась в 13 лет в фильме Жана Бекке́ра «Дыра» (Франция—Италия, вышел на экраны весной 1960 года).
Снималась почти исключительно в итальянских фильмах. В то время в мире были очень популярны итальянские комедии, и благодаря им Спаак стала постоянной гостьей киноэкранов в партнёрстве с такими гигантами сатиры, как Витторио Гассман, Уго Тоньяцци и Нино Манфреди. На экране олицетворяла идеализированный образ современной бойкой и раскованной девочки-подростка. У некоторых из её фильмов — «Dolci inganni» (1960, во Франции назывался «Les Adolescentes» — «Подростки»), «La calda vita» (1963) — были проблемы с тогдашней христианско-демократической цензурой.
Была замужем за актёрами Фабрицио Капуччи (с 1963 по 1971 гг.) и Джонни Дорелли (с 1972 по 1979 гг.). В 1993 году вышла замуж в третий раз, за французского архитектора Даниэла Рея. Третье замужество длилось 17 лет. По состоянию на 2015 год была замужем за Владимиро Тузелли, который на 18 лет её младше.
Скончалась 17 апреля 2022 года.

## Фильмография
- 1959 — Зима / L’Hiver (реж. Жак Готье), короткометражный
- 1960 — Танк 8 сентября / Il carro armato dell’8 settembre (реж. Джанни Пуччини)
- 1960 — Дыра / Тюряга / Le Trou (реж. Жак Беккер) … Nicole
- 1960 — Сладкий обман / Dolci inganni (реж. Альберто Латтуада) … Francesca
- 1961 — Колодец трёх истин / Il pozzo delle tre verità / Le puits aux trois vérités (реж. Франсуа Вильер) … Danièle Plèges
- 1962 — Восемнадцатилетние под солнцем / Подростки на солнце / Diciottenni al sole / Les Adolescents (реж. Камилло Мастрочинкве) … Nicole Molino
- 1962 — Жажда / Страстное желание / La voglia matta (реж. Лучано Сальче) … Francesca
- 1962 — Обгон / Il sorpasso (реж. Дино Ризи) … Lilly Cortona
- 1963 — Во все тяжкие / Жаркая жизнь / La calda vita (реж. Флорестано Ванчини) — Rip
- 1963 — Монахини / Le monachine (реж. Лучано Сальче) … сестра Celeste
- 1963 — Тоска / La noia (реж. Дамиано Дамиани) … Cecilia
- 1963 — Девушка из Пармы / Пармезанка / La parmigiana (реж. Антонио Пьетранджели) … Dora
- 1963 — Трудная любовь / Неприступная любовь / L’amore difficile, эпизод «Le donne» (реж. Серджио Соллима) … Maria
- 1964 — Три ночи любви / 3 notti d’amore (реж. Луиджи Коменчини, Ренато Кастеллани, Франко Росси) … Ghiga
- 1964 — Карусель любви / La Ronde / Il piacere e l’amore (реж. Роже Вадим) … La midinette
- 1964 — Уик-энд в Дюнкерке / Уик-энд в Зюйдкооте / Уик-энд на берегу океана / Week-end à Zuydcoote / Spiaggia infuocata (реж. Анри Вернёй) … Jeanne
- 1965 — Сегодня, завтра, послезавтра / Oggi, domani, dopodomani, эпизод «L’uomo dei 5 Balloni» (реж. Марко Феррери) … Giovanna
- 1965 — Лгунья / La bugiarda (реж. Луиджи Коменчини) … Maria / Silvana/Caterina
- 1965 — Сделано в Италии / Made in Italy (реж. Нанни Лой) … Carolina
- 1966 — Мадемуазель де Мопен / Madamigella di Maupin (реж. Мауро Болоньини) … Magdeleine De Maupin
- 1966 — Non faccio la guerra, faccio l’amore (реж. Франко Росси) … Ombrina
- 1966 — Измена по-итальянски / Адюльтер по-итальянски / Adulterio all’italiana (реж. Паскуале Феста Кампаниле) … Marta Finale
- 1966 — Армия Бранкалеоне / L’armata Brancaleone (реж. Марио Моничелли) … Matelda
- 1967 — Я думаю, мой муж собирается убить меня / Il marito è mio e l’ammazzo quando mi pare (реж. Паскуале Феста Кампаниле)
- 1967 — Отель (англ.) / L’hotel / Intrighi al Grand Hotel (реж. Ричард Квин) … Жанна Рокфор
- 1968 — Довольно сложная девушка / Она все продумала до мелочей / Очень сложная девушка / Una ragazza piuttosto complicata (реж. Дамиано Дамиани) … Claudia
- 1968 — Ночью она вынуждена… воровать / La notte è fatta per… rubare (реж. Джорджо Капитани)
- 1968 — Распутница / La matriarca / The Libertine (реж. Паскуале Феста Кампаниле) …. Margherita
- 1969 — Если сегодня вторник, это все ещё должна быть Бельгия / Если сегодня вторник значит мы все ещё в Бельгии / Se è martedì deve essere il Belgio / If It’s Tuesday, This Must Be Belgium (реж. Мел Стюарт) … девушка, позирующая для фото
- 1969 — Возможно, само собой / С ума сойти! / Certo, certissimo… anzi probabile / Diary of a telephone operator (реж. Марчелло Фондато) …. Nanda
- 1970 — Из-за большой любви / Con quale amore, con quanto amore (реж. Паскуале Феста Кампаниле) … Francoise
- 1971 — Кошка о девяти хвостах / Девять хвостов / Il gatto a nove code (реж. Дарио Ардженто) … Anna Terzi
- 1972 — Кто в доме хозяин? / Рабыня которая у меня есть, а у тебя нет / La schiava io ce l’ho e tu no (реж. Джорджо Капитани) … Rosalba Giordano
- 1972 — Человек с дубленной кожей / Человек с жёсткой кожей / Un uomo dalla pelle dura (реж. Франко Проспери) … дочь Ника
- 1972 — Развод / Causa di divorzio (реж. Марчелло Фондато) … Ernesta Maini
- 1972 — Преступление есть преступление / Убийство есть убийство / La sedia a rotelle / Un meurtre est un meurtre … Francoise
- 1973 — Дорогие родители / Cari genitori (реж. Энрико Мария Салерно) … Madeleine
- 1973 — История монахини / История уединенной монахини / Storia di una monaca di clausura / Story of a cloistered nun … сестра Елизавета
- 1974 — La via dei babbuini … Fiorenza
- 1975 — Пташки Баден-Бадена / Los pájaros de Baden-Baden (реж. Марио Камус) … Elisa
- 1975 — Выбери трудный путь / La parola di un fuorilegge… è legge!
- 1976 — Безумные скачки / Лошадиная лихорадка / Febbre da cavallo (реж. Стено) … Gabriela
- 1976 — Опаленные жгучей страстью / Bruciati da cocente passione (реж. Джорджо Капитани) … Milena Banotti
- 1978 — Живи веселее, развлекайся с нами / Per vivere meglio divertitevi con noi, эпизод «Григорианская теорема / Il teorema gregoriano» (реж. Флавио Могерини)
- 1980 — Я и Катерина / Io e Caterina (реж. Альберто Сорди) … Claudia Parisi
- 1980 — Банкир-неудачник / Рогоносец из банка / Rag. Arturo De Fanti, bancario precario (реж. Лучано Сальче) … Elena de Fanti
- 1980 — Соблазнители / Воскресные любовники / Les Séducteurs / Sunday Lovers / I seduttori della domenica, эпизод «Il carnet di Armando» (реж. Дино Ризи, совместно с Эдуаром Молинаро, Брайаном Форбсом и Джином Уайлдером) … Carletta
- 1981 — Сладкая / Miele di donna … Escritora
- 1984 — Кларетта / Claretta
- 1987 — Стечение обстоятельств / L’ingranaggio
- 1989 — Тайный скандал / Scandalo segreto (реж. Моника Витти) … Лаура
- 2000 — Тандем / Tandem … мать Камиллы
- 2002 — Радость / Joy — Scherzi di gioia
- 2004 — Обещание любви / Promessa d’amore … Elisa
- 2004 — Я прочту в твоих глазах / Te lo leggo negli occhi
- 2005 — Dalla parte giusta
- 2007 — Частный человек / L’uomo privato … бывшая любовница
- 2010 — Алиса / Alice … Bianca
- 2012 — Самые великие / I più grandi di tutti

## Премии и номинации
- 1964: Давид ди Донателло — Золотая тарелка